# JBL
JBL是一家美国扬声器和相关电子产品生产商，内部设有JBL Consumer和JBL Professional两个独立部门。前者针对消费者家庭市场生产音频设备，后者则为工作室、嵌入式音响、巡回演出、便携式音响（演出和DJ）以及电影市场生产专业设备。该公司由韩国三星电子的子公司哈曼国际工业所拥有。
该公司由詹姆斯·布洛·兰辛（James Bullough Lansing）创立，他是一位开拓性的美国音频工程师和扬声器设计师，最为人所知的是他以自己的名字建立了Altec Lansing和JBL这两个音响公司，后者取自他名字的首字母缩写。

## 历史
蘭辛和他的商業夥伴肯德克爾於1927年在洛杉磯成立了一家公司，生產用於無線電控制台和收音機的六英寸和八英寸揚聲器驅動器。該公司從1927年3月1日起被稱為“蘭辛製造公司”。[1]
1933年，Metro-Goldwyn-Mayer（米高梅）聲音部門負責人Douglas Shearer對Western Electric（WE）和RCA的揚聲器不滿意，決定開發自己的揚聲器。John Hilliard，Robert Stephens和John F. Blackburn是開發Shearer Horn的團隊的一員，Lansing Manufacturing生產285 壓縮驅動器和15XS 低音驅動器。Shearer Horn進行了所需的改進，WE和RCA收到了每個75個單位的合同，WE稱他們為“Diaphonics”，RCA在他們的RCA Photophones中使用它們。蘭辛製造是唯一一個以Shearer Horns出售它們的人。1936年，希勒喇叭收到的奧斯卡科學技術獎由美國電影藝術與科學學院。

蘭辛標誌性的
根據Shearer Horn開發的經驗，Lansing為電影院製作了Iconic System揚聲器。Iconic是一款雙向揚聲器，低頻採用15英寸低音揚聲器，高音採用壓縮驅動器。
1939年，德克爾在一次飛機失事中喪生，該公司很快就開始陷入財務困境而沒有德克爾的指導，1941年，蘭辛製造公司被Altec服務公司收購，之後更名為“ Altec Lansing ”。在Lansing的合同於1946年到期後，他離開了Altec Lansing並創立了Lansing Sound Inc.，後來該名稱改為“James B. Lansing Sound”，並進一步縮短為“JBL Sound”。
1946年，JBL生產了他們的第一款產品，型號為D101的15英寸揚聲器和型號為D175的高頻驅動器。D175在20世紀70年代一直保留在JBL目錄中。這兩件都是Altec Lansing產品的近似副本。第一個原始產品是D130，一個15英寸的傳感器，其中一個變體在接下來的55年中仍然在生產。D130採用四英寸扁平帶狀線圈和Alnico V磁鐵。另外兩款產品是12英寸D131和8英寸D208錐形驅動器。
在馬夸特公司給了公司早期生產空間和適度的投資。Marquardt Corporation的財務主管William H. Thomas代表Marquardt擔任蘭辛的董事會成員。1948年，Marquardt接管了JBL的運作。1949年，Marquardt被General Tire Company收購。這家新公司對揚聲器業務不感興趣，並與蘭辛斷絕關係。Lansing重組為James B. Lansing，Incorporated，並將新成立的公司搬到洛杉磯弗萊徹大道2439號的第一個私人公司。
JBL早期開發的關鍵是Lansing與Alnico V磁性材料的主要供應商Arnold Engineering的Robert Arnold建立了密切的業務關係。阿諾德工程公司向蘭辛提供了優惠條件和深厚信貸。Arnold將JBL視為將Alnico V磁性材料銷售到新市場的機會。
蘭辛被認為是一位創新工程師，但卻是一位可憐的商人。他的商業夥伴德克爾於1939年因飛機失事而去世。在20世紀40年代後期，蘭辛努力支付發票並運送產品。可能由於商業條件和個人問題的惡化，他於1949年9月4日自殺。然後公司落入JBL副總裁Bill Thomas的手中。蘭辛已經拿出10,000美元的人壽保險單，將公司命名為受益人，這一決定讓托馬斯在蘭辛去世後繼續執掌公司。不久之後，托馬斯購買了蘭辛夫人對該公司的三分之一的權益，並成為唯一的所有者。在JBL成立之後的二十年裡，托馬斯被譽為振興公司並率先實現了強勁增長的時期。
早期產品包括375型高頻驅動器和075超高頻（UHF）環形散熱器驅動器。環形散熱器驅動器因其獨特的形狀而被稱為“JBL子彈”。375是Western Electric 594驅動器的重新發明，但配備了Alnico V磁鐵和4英寸音圈。375與D-130低音揚聲器共用相同的基本磁鐵結構。JBL工程師Ed May和Bart N. Locanthi創造了這些設計。[3]
那個時代的兩種產品Hartsfield和Paragon在收藏家市場上仍然非常受歡迎。
1955年，JBL品牌被引入以解決與Altec Lansing Corporation的持續糾紛。公司名稱“James B. Lansing Sound，Incorporated”被保留，但徽標名稱改為JBL，其獨特的感嘆號。[4]
JBL 4320系列錄音室監聽器是通過好萊塢的Capitol唱片公司推出的，並成為其母公司EMI的全球標準監聽器。JBL對搖滾音樂的介紹來自於Leo Fender的Fender吉他公司採用D130揚聲器作為電吉他的理想驅動器。
1969年，托馬斯將JBL賣給了由西德尼·哈曼領導的傑維斯公司（後來更名為“哈曼國際”）。20世紀70年代，JBL成為家用品牌，從著名的L-100開始，這是當時任何公司最暢銷的揚聲器型號。20世紀70年代也是JBL在其工作室監視器專業音頻領域進行大規模擴張的時期。根據Billboard的一項調查顯示，到1977年，更多錄音工作室使用的是JBL顯示器，而不是其他所有品牌。[5] JBL L-100和4310控制顯示器是流行的家用揚聲器。在20世紀70年代後期，新的L系列設計L15，L26，L46，L56，L86，L96，L112，L150以及後來的L150A和旗艦L250推出了改進的分頻器，陶瓷磁鐵低音揚聲器，更新的中頻驅動器和鋁 - 沉積酚醛樹脂高音揚聲器。在20世紀80年代中期，設計再次更新，並重新設計了一個新的鈦沉積高音揚聲器振膜。新的L系列名稱是L20T，L40T，L60T，L80T，L100T，Ti系列18Ti，120Ti，240Ti和旗艦250Ti。為了測試揚聲器驅動器，Glendale和Northridge的JBL使用屋頂作為戶外等效於消聲室。[6]
在接下來的二十年裡，JBL通過其消費（Northridge）系列揚聲器進入了大眾市場。與此同時，他們以項目發言人進入高端市場，包括珠穆朗瑪峰和K2線。JBL成為巡迴音響行業的重要供應商，他們的揚聲器被巡演搖滾樂和音樂節所採用。JBL產品是THX揚聲器標准開發的基礎，這使得JBL成為一個受歡迎的影院揚聲器製造商。
JBL以前用於福特的頂級車載音響系統，競爭克萊斯勒（其汽車使用Infinity）和日產（使用Bose）。

## 外部連結
- （英文）JBL全球 （页面存档备份，存于）